# Comisión Ejecutiva Portuaria Autónoma
La Comisión Ejecutiva Portuaria Autónoma (CEPA) es una institución salvadoreña de Derecho Público con carácter autónomo y personalidad jurídica, que tiene a su cargo el desarrollo de la infraestructura de puertos, aeropuertos y ferrocarriles de este país. Para lograr este objetivo, tiene a su cargo las siguientes entidades:
- Aeropuerto Internacional de El Salvador
- Aeropuerto Internacional de Ilopango
- Ferrocarriles Nacionales de El Salvador
- Puerto de Acajutla
- Puerto La Unión

## Historia
El año de 1952 fue creada la Comisión Ejecutiva del Puerto de Acajutla, cuyo primer muelle entró en funcionamiento en 1961. Hacia 1965 la institución cambió su nombre al que ostenta en  la actualidad; asimismo, fue encomendada en la administración de Ferrocarriles de El Salvador (después FENADESAL) y el Puerto de Cutuco. En 1975 la institución fue la encargada de la construcción, administración y operación del Aeropuerto Internacional de El Salvador, que inició operaciones en 1980. También el Aeropuerto Internacional de Ilopango pasó bajo su gestión en 2004. Su último gran proyecto fue el Puerto de La Unión Centroamericana finalizado en 2008. 